# Darányi József
Darányi József, Darany (Devecser, 1905. szeptember 28. – Veresegyház, 1990. december 23.) magyar atléta, súlylökő, olimpikon, állatorvos.

## Pályafutása
1921-től a Pápai SE, 1923-tól a  Magyar AC (Magyar Atlétikai Club), majd 1946-tól a Budapesti Előre atlétája volt. Súlylökésben és diszkoszvetésben versenyzett. 1925-től 1941-ig harminchat alkalommal szerepelt a magyar válogatottban. Súlylökésben részt vett az 1928. évi amszterdami, az 1932. évi Los Angeles-i és az 1936. évi berlini nyári olimpián. Háromszor javította meg – az olimpiák programján pályafutása alatt már nem szereplő – kétkezes súlylökés világcsúcsát. Súlylökésben tízszer javította meg a magyar országos csúcsot, ő volt az első magyar férfi súlylökő, aki tizenöt méteren felül dobott.
1928-ban állatorvosi diplomát szerzett és 1948-ban történt visszavonulása után Veresegyházon körzeti állatorvosként tevékenykedett.

## Sikerei, díjai
- súlylökésben
  - olimpiai 7. helyezett (1932)
  - olimpiai 8. helyezett (1928)
  - Európa-bajnoki 6. helyezett (1934)
  - főiskolai világbajnok (1930)
- diszkoszvetésben
  - főiskolai világbajnoki 3. helyezett (1930)